# Heterogyna
Heterogyna Nagy, 1969 è un genere  di insetti imenotteri apoidei, unico genere della famiglia
Heterogynaidae.

## Descrizione
Le femmine sono tipicamente brachittere, mentre i maschi hanno ali sviluppate e atte al volo.

## Biologia
La loro biologia è ancora in gran parte sconosciuta.

## Distribuzione
Il genere è presente in Madagascar, Botswana e nella parte orientale del bacino del Mediterraneo (Dodecanneso, Turkmenistan, Israele e Oman).

## Tassonomia
La classificazione della famiglia Heterogynaidae è ancora problematica e studi recenti tendono a considerarla una sottofamiglia (Heterogynainae) della famiglia Crabronidae. 

Il genere Heterogyna comprende le seguenti specie:
- Heterogyna botswana (Day, 1984) - diffusa in Botswana
- Heterogyna fantsilotra (Day, 1984) - Madagascar
- Heterogyna kugleri (Argaman, 1985) - Israele
- Heterogyna madecassa (Day, 1984) - Madagascar
- Heterogyna nocticola (Ohl in Ohl and Bleidorn, 2006) - Oman
- Heterogyna polita (Antropov and Gorbatovskiy, 1992) - Turkmenistan
- Heterogyna protea (Nagy, 1969) Grecia (Dodecanneso)
- Heterogyna ravenala (Day, 1984) - Madagascar